# Capri Sonne (Radsportteam)
Capri Sonne war ein belgisches Radsportteam, das von 1973 bis 1982 bestand. Bis 1980 hieß das Team IJsboerke.

## Geschichte
Gegründet wurde das Team 1973 und hatte von 1973 bis 1980 den belgischen Eishersteller IJsboerke als Hauptsponsor. Rik Van Looy war erster Teamleiter und blieb dies bis 1975. Sein Nachfolger war Willy Jossart bis 1980. 1981 wurde die deutsche Firma Rudolf Wild GmbH & Co. KG aus Eppelheim und Hersteller des gleichnamigen Fruchtsaftgetränks Hauptsponsor. Walter Godefroot wurde Teamleiter bis zur Auflösung des Teams 1982. Deutsche Fahrer im Team waren Dietrich Thurau, Gregor Braun und Uwe Bolten.

## Doping
Ab 1980 gab es nur einen dokumentierten Vorfall. Hierbei wurde Eric Mackenzie bei Großen Preis von Zürich positiv getestet. Weitere Fälle liegen nicht vor, aber mit Walter Godefroot, Patrick Lefevere und Rudy Pevenage waren weitere Personen im Team, welche später mit Doping in Verbindung gebracht wurden.

## Erfolge
1973
- Petegem-aan-de-Leie
- Grote Prijs Jef Scherens
- Kampioenschap van Vlaanderen
- eine Etappe Tour du Nord
- Schaal Sels
- Omloop Vlaamse Scheldeboorden
- Omloop Schelde-Durme
- Polder-Kempen
- Le Samyn
- eine Etappe Luxemburg-Rundfahrt
- eine Etappe 4 Jours de Dunkerque
- Ronde van Limburg

1974
- Omloop Vlaamse Scheldeboorden
- Belgischer Meister – Straßenrennen
- fünf Etappen Vuelta a España
- Omloop van de Fruitstreek
- Dwars door Vlaanderen
- Gesamtwertung und drei Etappen Polen-Rundfahrt
- Gesamtwertung und eine Etappe Belgien-Rundfahrt
- eine Etappe Paris-Nizza
- Giro di Sardegna
- Omloop van het Houtland

1975
- zwei Etappen Vuelta a España
- Kuurne–Brüssel–Kuurne
- Schaal Sels

1976
- Grote Prijs Jef Scherens
- GP Stad Zottegem
- Omloop Vlaamse Scheldeboorden
- Scheldeprijs
- Tour du Condroz

1977
- Paris-Brüssel
- zwei Etappen Niederlande-Rundfahrt
- Schaal Sels
- Druivenkoers-Overijse
- Omloop Vlaamse Scheldeboorden
- Luxemburgischer Meister – Straßenrennen
- eine Etappe Tour de l’Aude
- drei Etappen Midi Libre
- drei Etappen Luxemburg-Rundfahrt
- Bordeaux–Paris
- eine Etappe Tour de l’Oise
- zwei Etappen 4 Jours de Dunkerque
- Grote Prijs Stad Vilvoorde
- Grand Prix Pino Cerami
- De Brabantse Pijl
- zwei Etappen Drei Tage von De Panne
- eine Etappe Paris-Nizza
- Ronde van Limburg

1978
- drei Etappen Étoile des Espoirs
- Nationale Sluitingsprijs
- Kampioenschap van Vlaanderen
- Schaal Sels
- Leeuwse Pijl
- zwei Etappen GP Tell
- GP Stad Zottegem
- Omloop Vlaamse Scheldeboorden
- Scheldeprijs
- Circuit de Wallonie
- zwei Etappen Tour de Suisse
- Luxemburg-Rundfahrt
- Paris–Roubaix Espoirs
- zwei Etappen Giro d’Italia
- Grand Prix de Wallonie
- Meisterschaft von Zürich
- Grote Prijs Stad Vilvoorde
- Flandern-Rundfahrt
- Großer Preis der Dortmunder Union-Brauerei
- Gesamtwertung und eine Etappe Belgien-Rundfahrt
- Gesamtwertung und eine Etappe Drei Tage von De Panne
- Ronde van Limburg
- Gesamtwertung und vier Etappen Etoile de Bessèges

1979
- Circuit des Frontières
- Paris-Brüssel
- Druivenkoers
- Schaal Sels
- Leeuwse Pijl
- Niederlande-Rundfahrt
- Gesamtwertung und eine Etappe Deutschland Tour
- Scheldeprijs
- drei Etappen Tour de France
- Deutscher Meister – Straßenrennen
- Belgischer Meister – Straßenrennen
- drei Etappen Tour de Suisse
- Omloop van Oost-Vlaanderen
- Gesamtwertung und eine Etappe 4 Jours de Dunkerque
- Rund um den Henninger Turm
- Omloop van het Leiedal
- Lüttich–Bastogne–Lüttich
- Gesamtwertung und zwei Etappen Belgien-Rundfahrt
- Drei Tage von De Panne
- De Brabantse Pijl
- Dwars door Vlaanderen
- eine Etappe Paris-Nizza
- Ronde van Limburg
- Gesamtwertung und vier Etappen Andalusien-Rundfahrt

1980
- Circuit des Frontières
- Paris-Tours
- Grote Prijs Jef Scherens
- Kampioenschap van Vlaanderen
- Boucles de l’Aulne
- eine Etappe Niederlande-Rundfahrt
- Scheldeprijs
- drei Etappen Tour de France
- Belgischer Meister – Straßenrennen
- eine Etappe Tour de l’Aude
- eine Etappe Midi Libre
- sieben Etappen Tour de Suisse
- Grand Prix de Wallonie
- zwei Etappen Tour de Romandie
- eine Etappe 4 Jours de Dunkerque
- Meisterschaft von Zürich
- Omloop van het Leiedal
- Tour du Nord
- zwei Etappen Belgien-Rundfahrt
- eine Etappe Baskenland-Rundfahrt
- eine Etappe Drei Tage von De Panne
- Le Samyn
- Ronde van Limburg
- Gesamtwertung und zwei Etappen Andalusien-Rundfahrt

1981
- Critérium des As
- Grand Prix de Fourmies
- Circuit du Port de Dunkerque
- Druivenkoers
- eine Etappe Deutschland Tour
- drei Etappen Tour de France
- eine Etappe Midi Libre
- eine Etappe Tour de l’Aude
- Rund um den Henninger Turm
- Tour du Nord
- zwei Etappen Belgien-Rundfahrt
- La Flèche Wallonne
- eine Etappe Drei Tage von De Panne
- Großer Preis der Dortmunder Union-Brauerei
- vier Etappen Setmana Catalana de Ciclisme
- Paris–Troyes
- Kattekoers
- Le Samyn
- Ronde van Limburg
- Kuurne–Brüssel–Kuurne
- Omloop van het Houtland

1982
- Gesamtwertung und zwei Etappen Deutschland Tour
- eine Etappe Tour de France
- eine Etappe Tour de Suisse
- Gesamtwertung und eine Etappe Tour de Romandie
- Gesamtwertung Setmana Catalana de Ciclisme
- eine Etappe Tirreno-Adriatico
- Kuurne–Brüssel–Kuurne
- Trofeo Laigueglia
- eine Etappe Tour Méditerranéen
- Niederländische Meisterschaft – Straßenrennen

## Monumente-des-Radsports-Platzierungen
| Monument                 | 1973 | 1974 | 1975 | 1976 | 1977 | 1978 | 1979 | 1980 | 1981 | 1982 |
| ------------------------ | ---- | ---- | ---- | ---- | ---- | ---- | ---- | ---- | ---- | ---- |
| Mailand–Sanremo          | –    | –    | –    | –    | 15   | 14   | 8    | 20   | 15   | 26   |
| Flandern-Rundfahrt       | 16   | 7    | 18   | 8    | 2    | 1    | 3    | 5    | 10   | 3    |
| Paris–Roubaix            | 13   | –    | –    | –    | 7    | 7    | 13   | 5    | 5    | 4    |
| Lüttich–Bastogne–Lüttich | –    | –    | –    | –    | 7    | 2    | 1    | 3    | 7    | 19   |
| Lombardei-Rundfahrt      | 15   | –    | –    | –    | –    |      | 6    | 3    | –    | 15   |

## Grand-Tours-Platzierungen
| Grand Tour            | 1973 | 1974 | 1975 | 1976 | 1977 | 1978 | 1979 | 1980 | 1981 | 1982 |
| --------------------- | ---- | ---- | ---- | ---- | ---- | ---- | ---- | ---- | ---- | ---- |
| Vuelta a EspañaVuelta | –    | 10   | 21   | –    | –    | –    | –    | –    | –    | –    |
| Giro d’ItaliaGiro     | –    | –    | –    | –    | –    | DNF  | –    | –    | –    | –    |
| Tour de FranceTour    | –    | –    |      |      |      |      | 10   | 8    | 5    | 4    |

## Bekannte ehemalige Fahrer
- Ludo Delcroix  (1978–1982)
- Uwe Bolten  (1979–1981)
- Walter Godefroot  (1976–1979)
- Rudy Pevenage  (1976–1980)
- André Dierickx  (1978–1980)
- Ludo Peeters  (1978–1980)
- Dietrich Thurau  (1978–1979)
- Gregor Braun  (1982)